# 에이미 피터슨
에이미 피터슨(영어: Amy Peterson, 1971년 11월 29일 ~ )은 미국의 여자 쇼트트랙 선수이다. 1988년 동계 올림픽에 시범 종목으로 치러진 쇼트트랙 경기에 16세의 나이로 참가하였다. 1992년 동계 올림픽 계주에서 은메달을 땄으며, 1994년 동계 올림픽 계주와 500m에서 동메달을 땄다. 미국 솔트레이크시티에서 열린 2002년 동계 올림픽에도 참가했으며, 입장식에서 개최국을 대표하여 국기를 들고 입장했다. 2006년 동계 올림픽에도 참가할 계획이었으나, 대표로 선발되지 못했다.